# 弗雷妮·施奈德
弗雷妮·施奈德（德語：Vreni Schneider，1964年11月26日—），瑞士女子高山滑雪运动员。她曾代表瑞士参加1988年、1992年和1994年冬季奥林匹克运动会高山滑雪比赛，获得三枚金牌、一枚银牌和一枚铜牌。